# رول ولاسکو
رول ولاسکو (انگلیسی: Roel Velasco؛ زادهٔ ۲۶ ژوئن ۱۹۶۹) بوکسور اهل فیلیپین است.